# Les Crane
Les Crane, geboren als Lesley Stein, (Long Beach, 3 december 1933 - Greenbrae (Californië), 13 juli 2008) was een Amerikaanse radio- en televisiepresentator.

## Carrière
Na beëindiging van zijn studie aan de Tulane University in New Orleans was Crane vier jaar bij de United States Air Force. Daarna begon zijn carrière als gastheer van radio- en tv-shows. Zijn door de zender ABC geproduceerde Night Line (later Les Crane Show) kon zich uiteindelijk niet doorzetten tegen Johnny Carson, ofschoon Crane belangrijke impulsen plaatste. Zo voerde hij bijvoorbeeld het eerste interview met The Rolling Stones bij de Amerikaanse televisie. In 1966 werkte Crane mee in de film An American Dream naar het boek van Norman Mailer. Phil Ochs vermeldde Crane in zijn lied Love me, I'm a Liberal.
Van 1966 tot 1974 was Crane voor de vierde keer getrouwd met de zangeres Tina Louise, met wie hij een dochter Caprice (geb. 1974) heeft, die tegenwoordig als MTV-producente en schrijfster werkt. In 1971 bracht Crane een plaatopname uit van het Max Ehrmann-gedicht Desiderata. Het lied haalde de 8e plaats van de Amerikaanse hitlijst en de 7e plaats van de Britse hitlijst. In Duitsland bereikte Cranes spreekzang de 32e plaats, waarbij als B-kant een Duitstalige versie van Friedrich Schütter te horen was. Crane werd voor deze opname onderscheiden met een Grammy Award.
Tijdens de jaren 1980 wisselde Crane van branche en werd hij voorzitter van de firma Software Toolworks.

## Overlijden
Les Crane overleed in juli 2008 op 74-jarige leeftijd.